# Eciton setigaster
Eciton setigaster é uma espécie de formiga do gênero Eciton.